# Ferecides d'Atenes
Ferecides d'Atenes (grec antic: Φερεκύδης, llatí: Pherecides) fou un dels més famosos logògrafs de l'antiguitat. La Suïda l'anomena Ferecides de Leros perquè va néixer a l'illa de Leros, per bé que va passar la major part de la seva vida a Atenes.
La Suïda el situa abans de la 75a olimpíada, o sigui cap al 480 aC, però Eusebi i el Cronicó Pascual a l'olimpíada 81, el 456 aC, i Isidor el 460 aC. En tot cas va viure a la primera meitat del segle v aC, i va ser contemporani d'Heròdot i d'Hel·lànic de Mitilene. Llucià de Samòsata l'esmenta com un dels casos de longevitat, i diu que va viure uns 85 anys.
La seva obra principal, coneguda per nombrosos escolis i sobretot gràcies al Pseudo-Apol·lodor, que l'utilitza molt com a font, és la Història mitològica, en deu llibres, coneguda sota diversos títols per la diversitat de continguts. De vegades es diu Ἱστορίαι (Històries) o Αὐτόχθονες (Autòctons), o Ἀρχαιολογίαι (Arqueologies, en el sentit de 'coses antigues'). A partir dels nombrosos extractes que es coneixen es pot saber el tema de cada llibre. Començava amb una Teogonia, sobre l'origen dels déus, i a continuació parlava dels herois i de les seves famílies, potser modificant les llegendes per adaptar-les al moment. El llibre estava escrit en dialecte jònic.
La Suïda conserva una llista d'obres, unes atribuïdes a Ferecides de Leros i altres a Ferecides d'Atenes, que considera dos autors diferents. També diu que hi havia autors que consideraven Ferecides com un recol·lector d'escrits òrfics, però en realitat aquest era Ferecides de Siros. Segons la Suïda les seves obres portaven per títol:
- Παραινέσεις δι᾽ἐπῶν (Parainéseis di᾽ epṓn, 'Exhortació a través de la paraula'), però probablement no és seva.
- Περὶ Λέρου (Perí Léru, 'Sobre l'illa de Leros')
- Περὶ ̓Ἰφιγενείας, (Perí Iphigenéias, 'Sobre Ifigènia')
- Περὶ τῶν Διονύσου ἑορτῶν (Perí tṓn Dionýsou heortṓn, 'Sobre els festivals de Dionís')

Cap d'aquestes altres obres no s'ha conservat.